# Heather Small
Pour les articles homonymes, voir Small.
Heather Small (née le 20 janvier 1965 à Londres) est une chanteuse de musique soul anglaise. Elle est surtout connue pour être la chanteuse meneuse du groupe de Manchester M People et pour son album solo Proud.

## Biographie

### Débuts
Small est née et a grandi dans l'ouest de Londres. C'est là qu'elle a rejoint son premier groupe, Hot House, alors qu'elle était encore une adolescente. Après une heureuse rencontre  avec le DJ de Manchester Mike Pickering, sa voix particulière a aidé à vendre plus de 10 millions d'albums, du groupe M People, dans le monde entier. Ils ont eu des succès considérables avec des chansons comme Moving on Up et Search For The Hero.

### Carrière solo

#### M People
En 2005, un nouvel album de M People sort, M People featuring Heather Small, The Ultimate Collection dans lequel on trouve à la fois des singles du groupe et d'elle seule. M People se reforme et il joue à nouveau ensemble pendant l'Arena Tour en 2005.

#### Succès internationaux
Elle interprète Peace On Earth, chanson écrite et composée par Alan Simon pour son concept album Gaïa en 2003. Titre sur lequel Billy Preston est à l'orgue Hammond.
Small a aussi collaboré avec le tenor islandais Garðar Thór Cortes sur une chanson intitulée Luna, qui est arrivée numéro deux du hit-parade islandais.
Small joue, par ailleurs, en septembre 2007 à Varsovie, toujours avec M People. M People a aussi joué au Festival de Samso, au Danemark, en juillet 2007.
La chanson Proud est la chanson choisie pour la dernière scène du premier et dernier épisode de la version américaine de série Queer as Folk.

## Discographie

### Albums
| Année | Album              | UK Albums Chart |
| ----- | ------------------ | --------------- |
| 2000  | Proud              | 12              |
| 2006  | Close To A Miracle | 57              |

### Singles
| Année | Chanson                                       | UK Singles Chart | Album              |
| ----- | --------------------------------------------- | ---------------- | ------------------ |
| 2000  | Proud                                         | 16               | Proud              |
| 2000  | Holding On                                    | 58               | Proud              |
| 2000  | You Need Love Like I Do [Duet With Tom Jones] | 24               | Proud              |
| 2005  | Proud (re-release)                            | 33               | Proud              |
| 2006  | Radio On                                      | -                | Close To A Miracle |
| 2006  | Close To A Miracle                            | -                | Close To A Miracle |
| 2007  | Luna [Duet With Garðar Thór Cortes]           | -                | Cortes             |